# 1908年ロンドンオリンピックのノルウェー選手団
1908年ロンドンオリンピックのノルウェー選手団（1908ねんロンドンオリンピックのノルウェーせんしゅだん）は、1908年4月27日から10月31日にかけてイギリスの首都ロンドンで開催された1908年ロンドンオリンピックのノルウェー選手団、およびその競技結果。

## 概要
今大会は金メダル2個、銀メダル3個、銅メダル3個の合計8個のメダルを獲得した。

## メダル
| メダル | 選手名                 | 競技 | 種目             |
| ------ | ---------------------- | ---- | ---------------- |
| 銀     | アルネ・ハルセ         | 陸上 | 男子やり投       |
| 銅     | エドヴァルド・ラシェン | 陸上 | 男子三段跳       |
| 銅     | アルネ・ハルセ         | 陸上 | 男子やり投自由形 |